# يوهان كريستيان غوتفريد يورغ
يوهان كريستيان غوتفريد يورغ (بالألمانية: Johann Christian Jörg)‏ (و. 1779 – 1856 م) هو عالم نبات، وأستاذ جامعي، وطبيب توليد ألماني، كان عضوًا في أكاديمية العلوم في غوتينغن، توفي في لايبزيغ، عن عمر يناهز 77 عاماً.